# Black Thrash Attack
Black Thrash Attack es el álbum debut de la banda Noruega de metal Aura Noir. Es el primer álbum donde toca Blasphemer (Rune Eriksen de Mayhem como guitarrista. 

## Lista de canciones
1. "Sons of Hades" – 3:31
2. "Conqueror" – 4:03
3. "Caged Wrath" – 5:28
4. "Wretched Face of Evil" – 4:11
5. "Black Thrash Attack" – 5:11
6. "The Pest" – 3:11
7. "The One Who Smite" – 4:07
8. "Eternally Your Shadow" – 3:36
9. "Destructor" – 4:41
10. "Fighting for Hell" – 4:10

## Créditos
- Aggressor - guitarra, bajo, batería y voces
- Apollyon -  guitarra, bajo, batería y voces
- Blasphemer - Guitarras

- Datos: Q1758509